# Sandy Bay Island
Sandy Bay Island är en ö i territoriet Falklandsöarna (Storbritannien). Den ligger i den sydöstra delen av landet. Arean är 0,49 kvadratkilometer.
Terrängen på Sandy Bay Island är mycket platt. Öns högsta punkt är 21 meter över havet. Ön sträcker sig 0,8 kilometer i nord-sydlig riktning, och 0,9 kilometer i öst-västlig riktning. Den är täckt av hed.  